# Julia Palmer-Stoll
Julia Palmer-Stoll (* 15. Januar 1984 in München; † 9. Juni 2005 in Murnau am Staffelsee) war eine deutsche Schauspielerin.

## Leben
Die Tochter der Schauspielerin Alisa Palmer und des ehemaligen Münchner Szene-Gastronoms Klaus-Dieter Stoll gab ihr Fernsehdebüt bereits im Alter von zwölf Jahren im Tatort – Das Mädchen mit der Puppe. Es folgten zahlreiche Film- und Fernsehproduktionen, darunter Der Bulle von Tölz, Hallo Robbie!, Klinikum Berlin Mitte – Leben in Bereitschaft, Im Namen des Gesetzes, Natalie III – Babystrich online und Unter weißen Segeln – Kompass der Liebe. Sie verkörperte außerdem in der ARD-Vorabendserie Marienhof die Krankenschwester Simone.
Sie wurde am 8. Juni 2005 spätabends in Dachau von einem Fahrzeug erfasst, als sie einen Igel von der Straße retten wollte. Sie erlag am folgenden Tag in der Unfallklinik Murnau im Alter von 21 Jahren ihren schweren Verletzungen.

## Filmografie (Auswahl)
- 1996: Tatort: Das Mädchen mit der Puppe
- 1997: Lebenslang ist nicht genug (Fernsehfilm)
- 1998: Natalie III – Babystrich online
- 1999: Die Hochzeitskuh
- 1999: Grüne Wüste
- 2000: Lebenslügen (Fernsehfilm)
- 2000: Der Bulle von Tölz: Eine tödliche Affäre (Fernsehserie)
- 2001: Die Sitte (Fernsehfilm)
- 2001: Die Tochter des Kommissars (Fernsehfilm)
- 2001: Tatort: Und dahinter liegt New York
- 2002: Sperling und der stumme Schrei (Fernsehfilm)
- 2002: The Devil who called himself God
- 2002: Der Ermittler: Mädchenmord (Fernsehserie)
- 2004: Hallo Robbie! – Strandläufer (Fernsehserie)
- 2004: Im Namen des Gesetzes – Die verlorene Tochter (Fernsehserie)
- 2004: Unter weißen Segeln – Kompass der Liebe – Karibik (Fernsehserie)
- 2005: Mit Herz und Handschellen: Einsame Entscheidung (Fernsehserie)
- 2004–2005: Marienhof (Fernsehserie, 8 Folgen)